# Giorgio Gorgone
Giorgio Gorgone (Roma, 10 agosto 1976) è un allenatore di calcio ed ex calciatore italiano, di ruolo centrocampista.

## Carriera

### Giocatore
Gorgone inizia ad essere aggregato in una prima squadra di calcio nel 1994, alla Lodigiani, squadra di Roma militante in Serie C1. Gioca per 4 stagioni. In particolare, nella prima viene convocato nella gara di Coppa Italia 1994-1995 contro l'Inter, terminata 0-3 per i nerazzurri, mentre nella quarta e ultima contribuisce alla salvezza dopo i play-out, disputati contro la Turris.
Viene poi ingaggiato dalla Lucchese, militante in Serie B, massima categoria raggiunta nella propria carriera e categoria nel quale esordirà ininterrottamente, dalla stagione 1998-1999.
Al termine di quella stessa annata, passa all'Alzano Virescit, neopromosso in cadetteria per la prima volta, in cui non riesce ad evitare la retrocessione; seguono delle esperienze al Chievo, con cui ottiene una promozione in Serie A nel 2000-2001, al Cagliari e al Pescara, con il quale retrocede nuovamente nel 2003-2004, anche se poi il club sarà ripescato.
Nel 2004 viene ingaggiato dal Perugia, neoretrocesso tra i cadetti, arrivando sino al 3º posto finale, sfiorando la promozione e perdendo ai play-off nel campionato 2004-2005, al cui termine vedrà la società umbra non iscriversi per l'annata successiva e fallire.
Nel 2005, svincolato, approda alla Triestina, sempre in Serie B, rimanendovi per 6 anni, il penultimo terminato con la retrocessione, salvo poi il ripescaggio al posto dell'Ancona, e l'ultimo chiuso nuovamente con una discesa e con la decisione di ritirarsi ufficialmente dal calcio giocato.
In carriera ha totalizzato 273 presenze nel campionato cadetto, segnando 6 reti.

### Allenatore
Gorgone inizia la propria carriera di allenatore alla Triestina, venendo inserito nei quadri tecnici della squadra e allenando la formazione Berretti.
Nell'estate del 2012, entra nello staff di Roberto Stellone, reduce anch'egli da un'esperienza con la Berretti, in qualità di tecnico in seconda, e viene poi ingaggiato dal Frosinone. In quattro anni, ottiene due promozioni, dalla Lega Pro Prima Divisione alla Serie B, e poi dalla cadetteria alla Serie A.
Nel 2016, dopo le dimissioni dell'allenatore Stellone, Gorgone lascia la società laziale. Sempre nello stesso anno, passa al Bari, venendo però sollevato dall'incarico dopo l'esonero del suo primo tecnico.
Dopo quasi due anni, sempre da vice di Roberto Stellone, Gorgone viene ingaggiato al Palermo. Lascia la squadra siciliana a fine campionato, salvo poi essere richiamato all'inizio di quello successivo.
Dopo un'esperienza ad Arezzo ancora come secondo, nell'estate del 2021 Gorgone torna al Frosinone, diventando il nuovo allenatore della squadra Primavera. Lungo la stagione 2021-2022, guida i giovani ciociari ad una storica promozione in Primavera 1 attraverso i play-off. Nell'annata seguente, invece, dopo aver trascorso tutta la prima parte del campionato nelle posizioni di vertice, la squadra di Gorgone subisce un netto calo di rendimento negli ultimi mesi, concludendo infine al decimo posto e rimanendo esclusa dai play-off nazionali.
Il 23 giugno 2023, Gorgone viene nominato nuovo allenatore della Lucchese, in Serie C, tornando così al club rossonero a 24 anni dalla sua ultima esperienza e vestendo il suo primo incarico da tecnico di una prima squadra. Si piazza 12º nel girone B ottenendo una salvezza tranquilla mentre nella Coppa Italia Serie C arriva fino alla semifinale venendo eliminato dal Padova. La stagione seguente, nonostante le difficoltà finanziarie del club, riesce ad ottenere la salvezza ai play-out contro il Sestri Levante. Con la chiusura dell'esercizio provvisorio dopo il fallimento della società, e la conseguente la mancata iscrizione in Serie C, rimane svincolato.

## Statistiche

### Statistiche da allenatore
Statistiche aggiornate al 17 maggio 2025.
| Stagione        | Squadra         | Campionato      | Campionato | Campionato | Campionato | Campionato | Coppe nazionali | Coppe nazionali | Coppe nazionali | Coppe nazionali | Coppe nazionali | Coppe continentali | Coppe continentali | Coppe continentali | Coppe continentali | Coppe continentali | Altre coppe | Altre coppe | Altre coppe | Altre coppe | Altre coppe | Totale | Totale | Totale | Totale | % Vittorie | Piazzamento |
| Stagione        | Squadra         | Comp            | G          | V          | N          | P          | Comp            | G               | V               | N               | P               | Comp               | G                  | V                  | N                  | P                  | Comp        | G           | V           | N           | P           | G      | V      | N      | P      | %          | Piazzamento |
| --------------- | --------------- | --------------- | ---------- | ---------- | ---------- | ---------- | --------------- | --------------- | --------------- | --------------- | --------------- | ------------------ | ------------------ | ------------------ | ------------------ | ------------------ | ----------- | ----------- | ----------- | ----------- | ----------- | ------ | ------ | ------ | ------ | ---------- | ----------- |
| 2023-2024       | Lucchese        | C               | 38         | 11         | 12         | 15         | CI-C            | 6               | 5               | 0               | 1               | -                  | -                  | -                  | -                  | -                  | -           | -           | -           | -           | -           | 44     | 16     | 12     | 16     | 36,36      | 12º         |
| 2024-2025       | Lucchese        | C               | 38+2       | 10+1       | 15         | 13+1       | CI-C            | 1               | 0               | 0               | 1               | -                  | -                  | -                  | -                  | -                  | -           | -           | -           | -           | -           | 41     | 11     | 15     | 15     | 26,83      | 16º         |
| Totale carriera | Totale carriera | Totale carriera | 78         | 22         | 27         | 29         |                 | 7               | 5               | 0               | 2               |                    | -                  | -                  | -                  | -                  |             | -           | -           | -           | -           | 85     | 27     | 27     | 31     | 31,76      |             |